# Jämtkraft Arena
Jämtkraft Arena – stadion piłkarski w Östersund, w Szwecji. Został otwarty 13 lipca 2007 roku. Może pomieścić 8466 widzów. Swoje spotkania rozgrywają na nim piłkarze klubu Östersunds FK.
Obiekt powstał na terenie dawnego garnizonu Jämtlands fältjägarregemente, a jego inauguracja miała miejsce 13 lipca 2007 roku. Przed otwarciem nowej areny piłkarze klubu Östersunds FK rozgrywali swoje spotkania na stadionie Hofvallen. Pierwotnie powstały jedynie trybuny wzdłuż bramek, a pojemność obiektu nieznacznie przekraczała 5000 widzów. W 2013 roku wybudowano także trybunę z miejscami stojącymi za północną bramką, a w 2016 roku – za południową bramką. W 2017 roku, w trakcie modernizacji, na trybunach za bramkami zainstalowano krzesełka.
13 kwietnia 2017 roku na stadionie rozegrano finał Pucharu Szwecji (Östersunds FK – IFK Norrköping 4:1).